# Gustave Julien
Pour les articles homonymes, voir Julien.
Gustave Julien, né le 15 mars 1870 à Toulouse et mort le 2 août 1936 dans la même ville, est un haut fonctionnaire et un ethnologue français.

## Biographie
Il commence sa carrière à Tananarive (Madagascar) comme interprète et est affecté au quartier général du corps expéditionnaire, dès 1890. De 1900 et 1903, il assure la direction du Bureau de la presse et des renseignements du Gouvernement général. En 1913, il devient lieutenant-gouverneur de la Côte d'Ivoire avant de représenter la France dans les établissements français d'Océanie. Il termine sa carrière administrative comme Gouverneur de Tahiti, poste auquel il succède, en 1915, à William Fawtier. Il organise alors l'envoi en métropole de plusieurs contingents de « poilus tahitiens ». Il favorise le développement des écoles et de l'assistance médicale, dans tout l’archipel.
Gustave Julien quitte son poste pour raison de santé en avril 1919. Il se consacre à l'enseignement de la langue et des coutumes malgaches à l'École coloniale, à l'École des langues orientales et à l'École des sciences politiques.
Il participe par ailleurs à la création d'un foyer malgache parisien tout en occupant le poste de secrétaire du Souvenir colonial français.

## Ethnologie
En dehors de ses connaissances en linguistique (dialectes malgaches et océaniens), il était versé en ethnologie : il a assuré des missions pour le compte de l’Institut d’ethnologie de l’université de Paris à Madagascar, et a rassemblé une importante collection dont il a fait don au muséum de Toulouse.

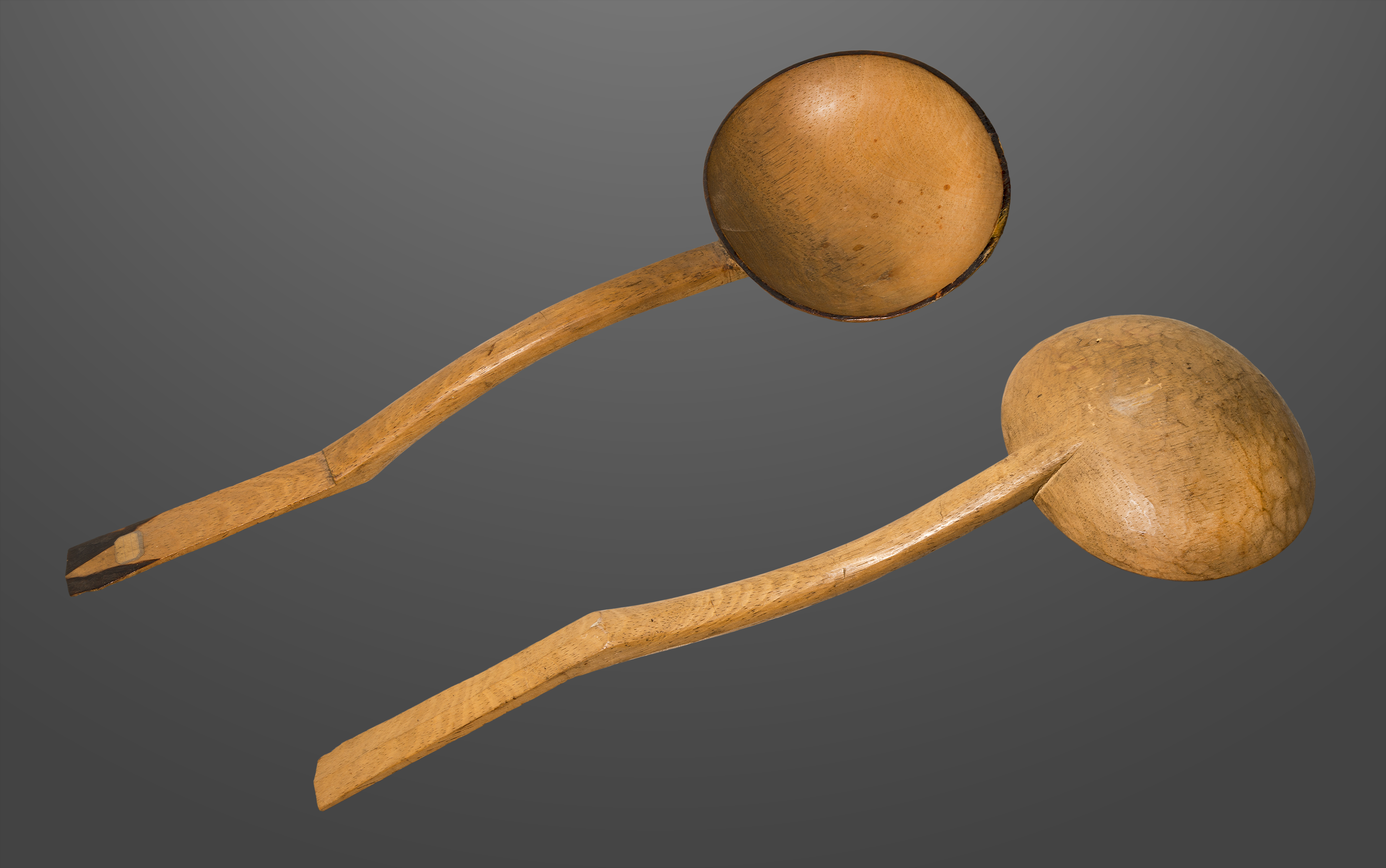
Cuillère - Peuple Betsileos MHNT
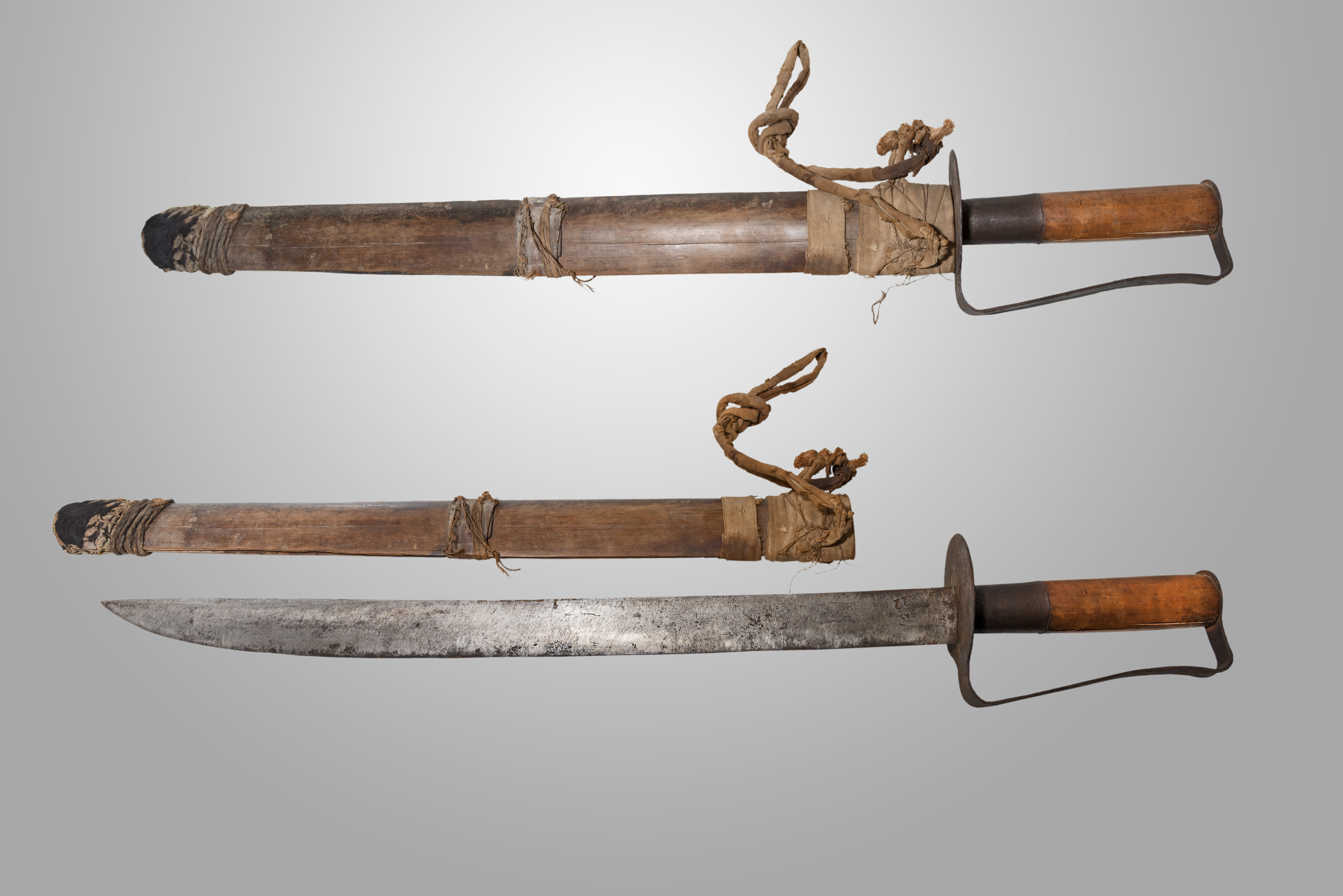
Sabre d'abattis - Madagascar MHNT
Sagaies - Madagascar MHNT
Cuillère gravée - Peuple Betsileos MHNT
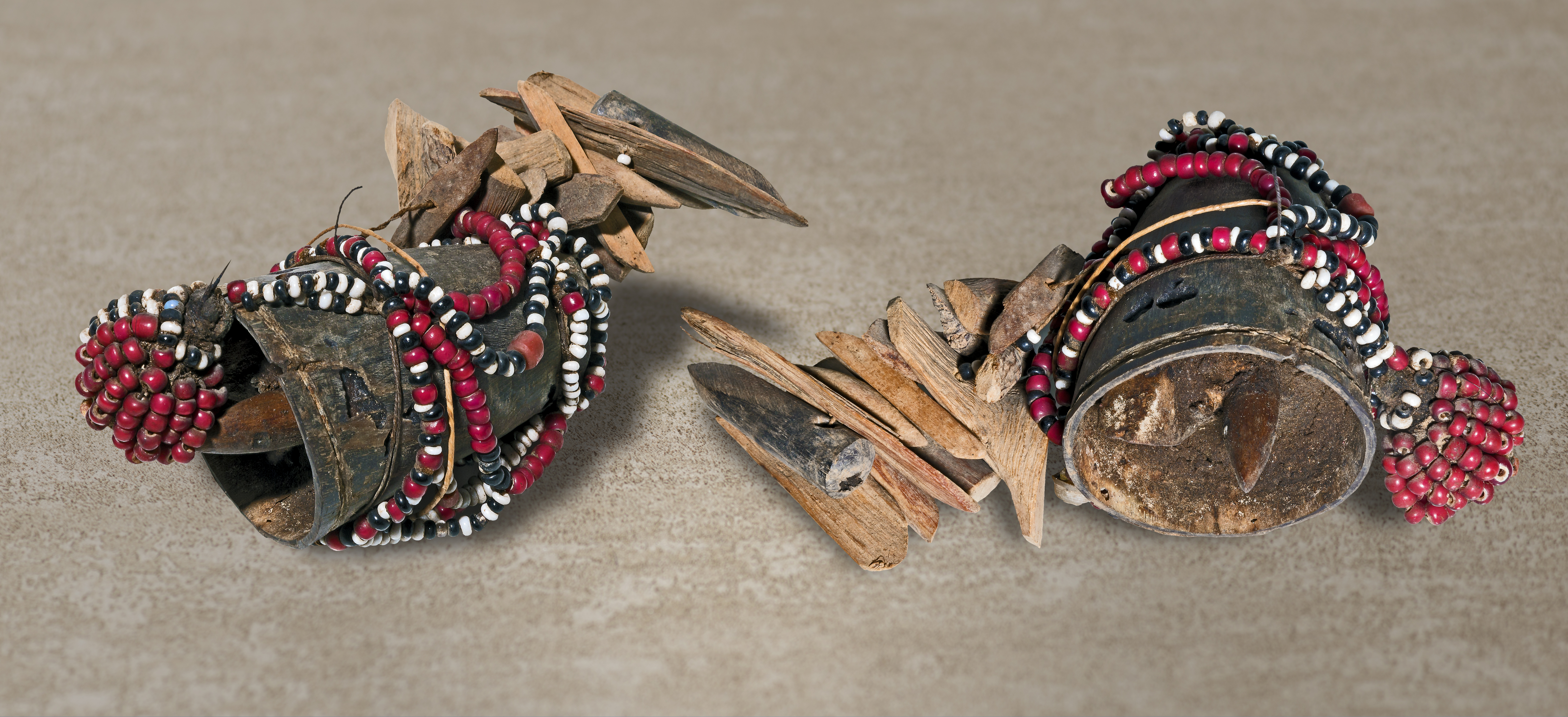
Amulette Ody - Insurrection de 1897 MHNT

## Publications
- Recueil de lois malgaches. Code des 305 articles promulgué le 29 mars 1881, traduit et annoté par Gustave Julien, Tananarive, imprimerie officielle, 1900, 94 pp.
- Précis théorique et pratique de la langue malgache pour faciliter l'usage rapide du hova, chef des autres dialectes, par Gustave Julien.  In-8° , IX-227 p. Paris : F.-R. de Rudeval , 1904
- Madagascar et ses dépendances... Édition : Paris , 1926. In-4°
- La Terre et la Vie, 1931; L'Habitation indigène dans les possessions françaises. (Afrique du Nord, par Augustin Bernard. Afrique occidentale et équatoriale, par Henri Labouret. Madagascar, par G. Julien. Indochine, par Ch. Robequain. Océanie, par M. Leenhardt) In-4° à 2 col., 112 p. Paris : Société d'éditions géographiques, maritimes et coloniales , 1931

## Honneurs
- Commandeur de la Légion d'honneur.
- Membre titulaire de la 5e section de l'Académie des sciences coloniales dès sa fondation en 1923.